# Régiment d'artillerie coloniale du Maroc
Le régiment d'artillerie coloniale du Maroc était une unité militaire de l'artillerie coloniale.

## Création et différentes dénominations
- Le 5 mai 1911 : groupe d'artillerie coloniale du Maroc
- Le 20 septembre 1912 : artillerie coloniale du Maroc
- Le 22 mars 1924 : 1er régiment d'artillerie coloniale du Maroc
- Le 15 juillet 1925 : régiment d'artillerie coloniale du Maroc
- Le 16 octobre 1934 : groupement autonome d'artillerie coloniale du Maroc
- Le 1er avril 1937 : régiment d'artillerie coloniale du Maroc
- Le 30 juin 1955 : I/régiment d'artillerie coloniale du Maroc
- Le 1er septembre 1958 : I/9e régiment d'artillerie de marine
- Le 1er juillet 1974 : le 9e RAMa reçoit les traditions du régiment d'artillerie coloniale du Maroc.
- Le 1er août 1992 : dissolution du 9e RAMa

## Historique

### Avant 1914
En avril 1911, les premières unités d'artillerie Coloniale débarquèrent au Maroc et s'illustrent lors de la marche de la colonne Mangin sur Marrakech en 1912.

### La Première Guerre mondiale
Six batteries prennent part à la Grande Guerre et combattent en particulier à la bataille de la Marne.

### L'entre-deux-guerres
Le 1er septembre 1919, ces batteries reçoivent le nom de régiment d'artillerie coloniale du Maroc.

### La Seconde Guerre mondiale
En 1939, le régiment est stationné à Marrakech, ainsi qu'à Kasba Tadla et Taza.
Les campagnes du II/RACM : Elbe - France - Allemagne
- Le 2e groupe du RACM quitte l'Afrique du Nord le 16 avril 1944 à destination de la Corse: le matériel est embarqué à Oran, le personnel embarque à Alger sur le navire Le Marrakech.
- Arrivé à Ajaccio le 18 avril, le groupe est engagé dans la libération de l'Ile D'Elbe du 17 juin au 11 juillet 1944. Le 2e Groupe du RACM aura la gloire d'être le seul de la 9e D.I.C et sans doute de toute l'armée française, à avoir participé en entier à un débarquement de vive force en Europe sur une côte puissamment défendue par l'ennemi.
- De retour en Corse le 12 juillet, le 2e Groupe du RACM embarque le 24 août à destination de la France et débarque en Provence le 25 août 1944 sur une plage entre La Nartelle et le Val d'Esquières près de Saint-Tropez. Il participe aux combats pour la libération de Toulon notamment par ses tirs sur les ouvrages de Saint Mandrier le 27 août. Après un bivouac dans la région d'Ollioules, il fait route le 5 septembre vers le Nord de la France. Après 13 jours de repos forcé à Valencogne, 50 km au nord de Grenoble, le groupe prend position le 21 septembre à Solemont dans la boucle du Doubs.
- Il est engagé dans la bataille de la boucle du Doubs (du 13 au 29 novembre), dans les opérations de libération de la Haute Alsace (du 30 novembre au 19 janvier 1945), dans la bataille de Mulhouse (du 20 janvier au 9 février).

- Affecté à la garde du Rhin dans la région de Strasbourg et Haguenau du 10 février au 1er avril, le 2e Groupe du RACM appuie de ses tirs successivement la Brigade Alsace-Lorraine, le 21e RIC et la 3e DIA. Il pénètre en Allemagne le 2 avril 1945 à Wissembourg dans le Nord de l'Alsace et franchit le Rhin le 3 avril par le pont de SPIRE. Il participe à la bataille de Karlsruhe les 3 et 4 avril, puis aux opérations de Rastatt, Offenbourg, Fribourg et franchit la Forêt Noire le 1er mai. Arrivé le 2 mai à Neustetten au Nord-Est du Lac de Constance, le groupe s'installe le 5 mai à Rietheim où il apprend le 8 mai la fin des hostilités en Europe.
- Pendant ces opérations le 2e Groupe du RACM a subi les pertes suivantes : 13 tués, 25 blessés, 1 prisonnier.

Il a fait 90 prisonniers allemands dont 6 officiers.
Le Groupe a tiré 62 846 coups de canon se répartissant ainsi :
- campagne de l'Ile d'Elbe: 2 891
- opérations de Toulon: 498
- opérations du Doubs à Mulhouse: 21 408
- campagne d'Alsace: 30 575
- campagne d'Allemagne : 7 474
- Pendant ces différentes opérations 104 citations ont été décernées à des militaires du 2e Groupe du RACM.

### L'après Seconde Guerre mondiale
Le RACM  suit sa grande unité (9e D.I.C.) en Indochine dès la fin de l'année 1945. Il opère par groupes séparés. Par exemple, en 1953-1954 le III/RACM  est intégré au sein du Groupe Mobile 5, au Nord Viet-Nam. Pendant neuf ans le RACM est engagé en Indochine, il gagne quatre citations à l'ordre de l'armée. En 1956, il est de retour en Afrique du Nord. Son premier groupe, le I/RACM est dans le Constantinois et devient I/9e RAMa en 1958.
Le 9e RAMa est l'héritier des traditions du Régiment d'Artillerie Coloniale du Maroc (RACM).

## Étendard du régiment
Il porte, cousues en lettres d'or dans ses plis, les inscriptions, :

## Décorations
Sa cravate est décorée De la Croix de guerre 1939-1945 avec une palme. De la Croix de guerre des théâtres d'opérations extérieures avec quatre palmes et s'orne de la fourragère aux couleurs du ruban de la Croix de guerre des théâtres d'opérations extérieures. Car il faut au moins deux palmes sur le ruban pour pouvoir porter la fourragère afférente. Or ayant quatre palmes, l'erreur d'attribution de fourragère a été rectifiée en 1978 par celle de la Croix de la médaille militaire[réf. nécessaire]. Leur port ne se cumule pas.

## Insigne du régiment d'artillerie coloniale du Maroc
Écu, porte mauresque, monts, palmier, ancre, canons croisés, mention RACM, étoile en haut à gauche. L'étoile est remplacée par '9' sur celui du 9°RAMa, avec mention RAMA. Et non RAMa comme il aurait convenu.

## Personnalités ayant servi au sein du régiment
- Henri Lacladère (1902-1944), lieutenant FFI.

- Albert Grand (1914-1998), Compagnon de la Libération.
- Louis Dulieu (1917-2003), médecin militaire.

## Sources et bibliographie
- Historique des troupes de l'artillerie coloniale du Maroc, Rabat, Imprimerie anglo-française (lire en ligne)

- Erwan Bergot, La coloniale du Rif au Tchad 1925-1980, imprimé en France : décembre 1982, n° d'éditeur 7576, n° d'imprimeur 31129, sur les presses de l'imprimerie Hérissey.